# 범그리스 경기
범그리스 경기는 고대 그리스에서 열렸던 네 가지의 경기 대회를 통칭하는 말이다.
이 네 가지는:
- 올림피아 경기 - 이 대회중 가장 중요하고 권위 있던 대회. 엘리스 근처에서 4년 마다 열리며 제우스 신을 기리기 위해 만들어졌다. 상으로는 올리브 화관.
- 피티아 경기 - 델포이 근처에서 4년마다 열렸으며 아폴론 신을 기리기 위해 만들어짐, 상으로는 월계수 화관.
- 네메아 경기 - 네메아 근처에서 2년마다 열렸으며 이 대회도 제우스 신을 기리기 위해 만들어짐. 상으로는 셀러리 화관.
- 이스트미아 대회 - 코린토스 근처에서 2년마다 열렸으며 포세이돈을 기념하기 위해 만들어짐. 상으로는 소나무 화관.

이 경기들은 올림피아드(올림피아 기)로 알려진 4년 주기 대회로 열렸다. 2년째 되는 해에는 네메아 경기와 이스트미아 경기가 열렸고(열리는 달은 다르게) 그 다음해인 3년째 되는 해에는 피티아 경기가 열렸으며 그 다음해인 4년째 되는 해에는 다시 네메아 경기와 이스트미아 경기가 열렸다. 이렇게 열리는 이유는 참가자들이 모든 대회에 참석할 수 있도록 배려하기 위해서였다.
참가자들은 그리스 전역에서 참가 가능했으며 그리스 식민지였던 소아시아와 히스파니아 지역 출신도 출전할 수 있었다. 하지만 조건이 있었는데 참가자들은 극한 예외를 제외하고는 (예를 들어서 로마 황제인 네로와 같이) 훈련, 교통, 숙박비등의 비용을 낼 만큼 부유해야했고 여자나 비그리스인은 참가하지 못했다.
이 대회의 종목은 전차 경주, 레슬링, 복싱, 판크라티온, 스타디온과 그 외 다양한 육상 경기, 5종 경기(레슬링, 스타디온, 멀리 뛰기, 창 던지기, 원반 던지기)가 있었다. 전차 경주를 제외하고 모든 경기는 벌거 벗은채로 진행되었다.
올림픽 경기는 4년주기로 열렸으며 기원전 776년에 열린게 가장 오래된 대회락 하지만 기원전 7세기후반 경에 열렸다고 보는 경우도 있다. 피티아와 네메아, 이스트미아 경기는 기원전 6세기 초중반에 처음 열린 것으로 보고있다.
이 대회는 덩굴 대회(stephanitic games)로도 알려져있는데 상으로는 화환만 수여했기 때문이다. 상금이나 물질적인 상들은 없었으며 다른 그리스의 체육 혹은 예술 대회에서 준것과는 확연히 다르다. 예를 들어서 판아테나이아 축제에서는 1위에게 암포라를 상으로 주었다. 그리스 고졸기 때의 올림픽 경기에서는 올리브 화환을 주었으며 피티아 경기에서는 월계수 화환, 네메아 경기에서는 셀러리 화관을, 이스트미아 대회에서는 소나무 화관을 주었다. 비록 승자들이 어떤 물질적인 상도 받지 못했지만 고향 도시에서 명예와 여러 상을 받았다.